# Geoffrey de Say (um 1155–1230)

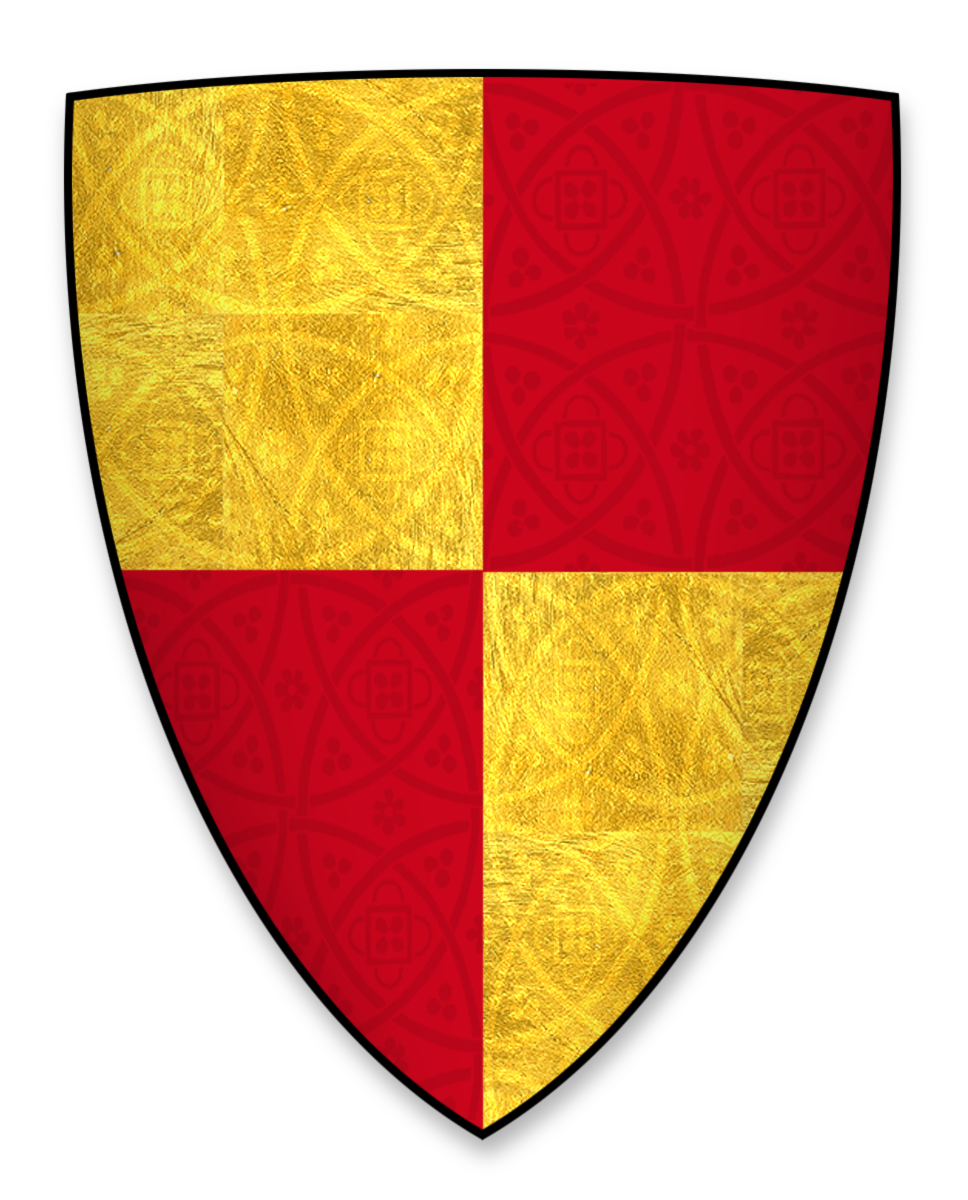
Wappen von Geoffrey de Say

Geoffrey de Say (auch Saye; * um 1155; † 24. August 1230) war ein englischer Adliger und Rebell. Er gehörte der Adelsopposition an, die König Johann Ohneland 1215 zur Anerkennung der Magna Carta zwang. Seine Rivalität mit Geoffrey de Mandeville um das Erbe der Familie Mandeville verdeutlicht jedoch, dass die Adelsopposition gegen den König keine geschlossene Gruppe war, sondern durch Rivalitäten in mehrere Lager gespalten war.

## Herkunft
Geoffrey war ein Sohn seines gleichnamigen Vaters Geoffrey de Say und von dessen Frau Alice Maminot. Sein Vater hatte als Sohn von Beatrice de Say, einer Schwester von Geoffrey de Mandeville, 1. Earl of Essex, das Erbe des 1189 gestorbenen William de Mandeville, 3. Earl of Essex beansprucht. König Richard Löwenherz war bereit gewesen, ihm gegen eine Gebühr von 7000 Mark das Recht auf das Erbe zuzustehen, doch Geoffrey war nicht in der Lage, die Summe aufzubringen. Daraufhin hatte der König 1191 das Erbe an Geoffrey FitzPeter, der als Ehemann von Geoffreys Nichte Beatrix ebenfalls das Erbe beanspruchte, übergeben.

## Leben
Der junge Geoffrey de Say diente Richard Löwenherz und nach dessen Tod 1199 seinem Bruder und Nachfolger Johann Ohneland in den Kriegen gegen den französischen König Philipp II., bis dieser 1204 die Normandie und den Großteil der französischen Besitzungen der englischen König eroberte. Dadurch verlor auch Geoffrey seine Besitzungen in der Normandie, wofür er jedoch von König Johann entschädigt wurde. 1210 nahm er am Feldzug des Königs nach Irland teil, und 1214 begleitete er Johann bei seinem vergeblichen Feldzug ins Poitou. In der Hoffnung, dass der König in nun unterstützen würde, erneuerte Geoffrey als Erbe seines um 1212 gestorbenen Vaters den Anspruch auf die Besitzungen der Mandevilles. Er bot dem König nun sogar 15.000 Mark (£ 10.000), falls er ihm das Erbe zugestehen würde. Johann fragte daraufhin seinen Justitiar Peter des Roches um Rat, unternahm aber nichts weiteres. Es war nun nicht verwunderlich, dass Geoffrey sich 1215 der Adelsopposition gegen den König anschloss und im Juni 1215 zu einem der 25 Barone gewählt wurde, die die Einhaltungen der Bestimmungen der Magna Carta durch den König überwachen sollten. Im Lager der Barone traf er auf seinen Cousin Geoffrey de Mandeville, dessen Erbe er anfocht.
Nachdem es im Herbst 1215 zum offenen Krieg der Barone gegen den König gekommen war, gehörte Geoffrey zusammen mit Robert FitzWalter und Gilbert de Clare zu den Unterhändlern, die im November vergeblich eine Einigung mit dem König zu erreichen suchten. In der Folge kämpfte er auf der Seite der Rebellen, ehe er sich nach der Niederlage von Lincoln im Mai 1217 dem neuen König Heinrich III. unterwarf. Nach dem Ende des Kriegs der Barone im Herbst 1217 spielte Geoffrey während der Minderjährigkeit des jungen Heinrich III. keine aktive Rolle. 1219 begann er eine Pilgerreise ins Heilige Land und 1223, vermutlich in Begleitung von William de Warenne, 5. Earl of Surrey, nach Santiago de Compostela. 1230 begleitete er Heinrich III. bei dessen Feldzug nach Frankreich, wo er im Poitou an einer Seuche starb.

## Familie und Nachkommen
Geoffrey war in erster Ehe mit Alice de Chesney, einer Tochter von John de Chesny verheiratet. Nach ihrem Tod heiratete er Ende Oktober oder Anfang November 1225 Margery Briwere, eine Tochter des mächtigen Beamten William Brewer, die Ehe wurde jedoch nach 1228 wieder geschieden. Aus seiner ersten Ehe mit Alice de Chesney hatte er mehrere Kinder, darunter:
- William de Say († 1271)
- Geoffrey de Say

Sein Erbe wurde sein Sohn William.